# Ni siquiera es falso
La frase «ni siquiera es falso» (es ist nicht einmal falsch!, en alemán) describe cualquier argumento que afirma ser científico pero fracasa en un nivel fundamental, usualmente debido a una falacia fatal o a que no puede ser falsado por ningún experimento (esto es, someterlo a prueba con la posibilidad de ser rechazado), o no puede usarse para realizar predicciones sobre el mundo. 
Generalmente es atribuida al físico teórico Wolfgang Pauli, que fue conocido por sus vívidas objeciones al pensamiento incorrecto o desordenado. Rudolf Peierls documentó una ocasión en que «un amigo le mostró a Pauli un artículo de un joven físico que no estimaba de gran valor, pero quería conocer la opinión de Pauli. Pauli comentó tristemente: "Ni siquiera es falso"». También se ha citado a menudo como «No solo no es correcto, ni siquiera es falso» o «Das ist nicht nur nicht richtig, es ist nicht einmal falsch!» en el alemán nativo de Pauli. Peierls observó que habían circulado muchos relatos apócrifos de este tipo pero que solo anotó los que escuchó él. También cita otro ejemplo en que Pauli respondió a Lev Landáu: «Lo que dijiste fue tan confuso que uno no podría decir si eran tonterías o no».
La frase se usa a menudo para describir a la pseudociencia o mala ciencia, y es considerada despectiva.